# Hilperik I.
Hilperik I. (francosko Chilpéric, nemško  Chilperich) je bil frankovski kralj Nevstrije (Soissonsa) iz Merovinške dinastije,  ki je vladal od leta 561 do svoje smrti, * okoli 539, †  september 584.

## Življenje
Hilperik je bi eden od sinov kralja Klotarja I. in njegove četrte žene Aregunde. Imel je brate Hariberta, Guntrama in Sigiberta . Oče je pred smrtjo leta 561 skladno s salijskimi običaji  kraljestvo razdelil na štiri enake dele in jih podelil svojim sinovom. Hilperik se s tem ni strinjal in po očetovi smrti zasedel Pariz, bratje pa so se združili in ga prisilili, da je Pariz predal Haribertu in se zadovoljil z ozemljem sedanje severozahodne Francije. Guntram  je prevzel Burgundijo s središčem v Orleansu, Sigibert pa Avstrazijo.
Po Haribertovi smrti leta 567 so si njegovo ozemlje razdelili še živi bratje. Pariz je, po dogovoru, pripadal vsem trem. Mir ni trajal dolgo, predvsem zaradi Hilperikove antipatije do Sigiberta. Še isto leto je izbruhnila državljanske vojna, v kateri je Hilperik napadel Sigibertovo ozemlje. Sigibert ga je porazil in ujel njegovega sina Teodeberta. 
Sovraštvo med Hilperikom in Sigibertom se je odražalo tudi v Hilperikovem zasebnem življenju. Hilperik je v tem času živel (ali bil poročen) s svojo ljubico Audovero,  s katero je imel pet otrok. Ko se je Sigibert poročil z vizigotsko princeso Brunhildo, hčerko kralja Atanagilda, je Hilperik Audovero odslovil, da bi se lahko poročil z Brunhildino sestro Galsvinto. Ko je Galsvinta prišla na njegov dvor, je, zgrožena zaradi splošnega razvrata, nagnala vse dvorne prostitutke in kurtizane. Ker je bila med njimi tudi Hilperikova ljubljenka Fredegunda, je Galsvinta padla v nemilost. Kmalu zatem so jo našli zadavljeno v njeni postelji. Večina virov trdi, da je bil morilec Hilperik. Samo nekaj dni kasneje se je poročil s Fredegundo, ki mu je rodila štiri otroke, med njimi tudi Klotarja II.
Galsvindina smrt in Hilperikova poroka sta še poglobili več desetletij trajajoče spore med Sigibertovo Avstrazijo in Hilperikovo Nevstrijo. Leta 573 se je Hilperik odpravil na nov vojni pohod, tokrat skupaj z Guntramom.  Ko je Guntram zamenjal strani, je Hilperik doživel nov poraz. Sigibert zmage ni znal izkoristiti v svoj prid in je leta 575 padel kot žrtev atentata, ki ga je organizirala Fredegunda.
Hilperik je zaradi njegove smrti leta 578 lahko organiziral pohod proti bretanskemu  vladarju Varohu. Po več bitkah z različnimi izidi je moral Varoh priznati Hilperikovo nadoblast.

## Smrt
Hilperika so septembra 584 na lovu pri njegovi palači v Chellesu do smrti zabodli z nožem. Niti naročnika niti atentatorja niso nikoli odkrili. Del zgodovinarjev za njegovo smrt krivi Fredegundo. Nevstrijski prestol je nasledil sin Klotar II., ki je uspel ponovno združiti Frankovsko kraljestvo. 

## Zapuščina
Za Hilperikov sloves krvoločneža in razvratneža ima največ zaslug Gregor Tourski, ki v svojih besedilih ni skrival antipatij do vladarja in ga imenoval »Neron in Herod našega časa«. Hilperiku ni mogel odpustiti imenovanja laikov na škofovske položaje, plenjenja cerkvenega premoženja in odcepitve Toursa od Avstrazije. Vzrok za Hilperikovo domnevno okrutnost bi lahko bila uvedba bizantinske kazni iztikanja oči v frankovsko kazensko zakonodajo. Hilperik se je po drugi strani ukvarjal  z glasbo in poskušal reformirati frankovsko abecedo.

## Družina
Hilderik je bil prvič poročen z Audovero, s katero je imel pet otrok:
- Teodeberta, ubitega v bitki leta 573.
- Meroveha, katerega je na njegovo zahtevo ubil njegov služabnik.
- Klodvika, katerega je leta 580 ubila Fredegunda.
- Basino, umrlo po letu 590, ki je vodila upor v opatiji v Poitiersu.
- Hildesindo, ki je  umrla v mladosti zaradi griže.

V kratkem drugem zakoni z Galsvinto ni imel otrok.
S priležnico in kasnejšo ženo Fredegundo je imel šest otrok:
- Rigunto (okoli 569 - po 589), zaročeno, vendar nikoli poročeno z Rekaredom.
- Klodeberta (okoli 570/572 – 580), ki je umrl kot otrok.
- Samsona (okoli 573 – 577), ki je umrl kot otrok.
- Dagoberta (okoli 579/580), ki je umrl kot otrok.
- Teoderika (okoli 582 – 584), ki je umrl kot otrok.
- Klotarja  (pred septembrom 584 - 18. oktober 629), Hilperikovega naslednika v Nevstriji, kasneje  edinega kralja Frankov.